# هوي تشين
هوي تشين (بالإنجليزية: Hui Chen) هو عالم فيزياء أمريكي، يعمل في مختبر لورانس ليفرمور الوطني وعضو منتخب في الجمعية الفيزيائية الأمريكية.  